# Władimir Krasnow
Władimir Krasnow (ros. Владимир Александрович Красно́в; ur. 19 sierpnia 1990 w Irkucku) – rosyjski lekkoatleta, biegacz na 400 metrów, sprinter.
Brązowy medalista Mistrzostw świata juniorów młodszych z Ostrawy, w 2007 roku. Złoty medalista w sztafecie 4 × 400 metrów na mistrzostwach Europy w Barcelonie oraz srebrny w Zurychu (2014), mistrz Rosji w biegu na 400 metrów (2010). Brązowy medalista mistrzostw świata w 2013.

## Sukcesy
| Rok  | Impreza                                 | Miejsce   | Konkurencja        | Lokata     | Wynik   |
| ---- | --------------------------------------- | --------- | ------------------ | ---------- | ------- |
| 2007 | Mistrzostwa Świata Juniorów Młodszych   | Ostrawa   | Bieg na 400 m      | 3. miejsce | 47,03   |
| 2008 | Mistrzostwa Świata Juniorów             | Bydgoszcz | Bieg na 400 m      | 5. miejsce | 47,38   |
| 2010 | Superliga drużynowych mistrzostw Europy | Bergen    | Bieg na 400 m      | 3. miejsce | 45,74   |
| 2010 | Mistrzostwa Europy                      | Barcelona | Bieg na 400 m      | 4. miejsce | 45,24   |
| 2010 | Mistrzostwa Europy                      | Barcelona | sztafeta 4 × 400 m | 1. miejsce | 3:02,14 |
| 2011 | Młodzieżowe mistrzostwa Europy          | Ostrawa   | bieg na 400 m      | 4. miejsce | 46,29   |
| 2011 | Młodzieżowe mistrzostwa Europy          | Ostrawa   | sztafeta 4 × 400 m | 3. miejsce | 3:04,01 |
| 2012 | Igrzyska olimpijskie                    | Londyn    | sztafeta 4 × 400 m | 5. miejsce | 3:00,09 |
| 2013 | Halowe mistrzostwa Europy               | Göteborg  | sztafeta 4 × 400 m | 2. miejsce | 3:06,96 |
| 2013 | Superliga drużynowych mistrzostw Europy | Gateshead | bieg na 400 m      | 1. miejsce | 45,69   |
| 2013 | Superliga drużynowych mistrzostw Europy | Gateshead | sztafeta 4 × 400 m | 2. miejsce | 3:06,09 |
| 2013 | Uniwersjada                             | Kazań     | bieg na 400 m      | 1. miejsce | 45,49   |
| 2013 | Mistrzostwa świata                      | Moskwa    | bieg na 400 m      | eliminacje | 46,23   |
| 2013 | Mistrzostwa świata                      | Moskwa    | sztafeta 4 × 400 m | 3. miejsce | 2:59,90 |
| 2014 | Halowe mistrzostwa świata               | Sopot     | sztafeta 4 × 400 m | 5. miejsce | 3:07,12 |
| 2014 | Superliga drużynowych mistrzostw Europy | Brunszwik | sztafeta 4 × 400 m | 1. miejsce | 3:02,68 |
| 2014 | Mistrzostwa Europy                      | Zurych    | sztafeta 4 × 400 m | 2. miejsce | 2:59,38 |

Medalista mistrzostw Rosji w różnych kategoriach wiekowych.

## Rekordy życiowe
- Bieg na 400 metrów (stadion) – 45,12 (2010)
- Bieg na 400 metrów (hala) – 46,46 (2016)
- Bieg na 600 metrów (hala) – 1:18,01 (2012)